# بنية حمض نووي رابعية

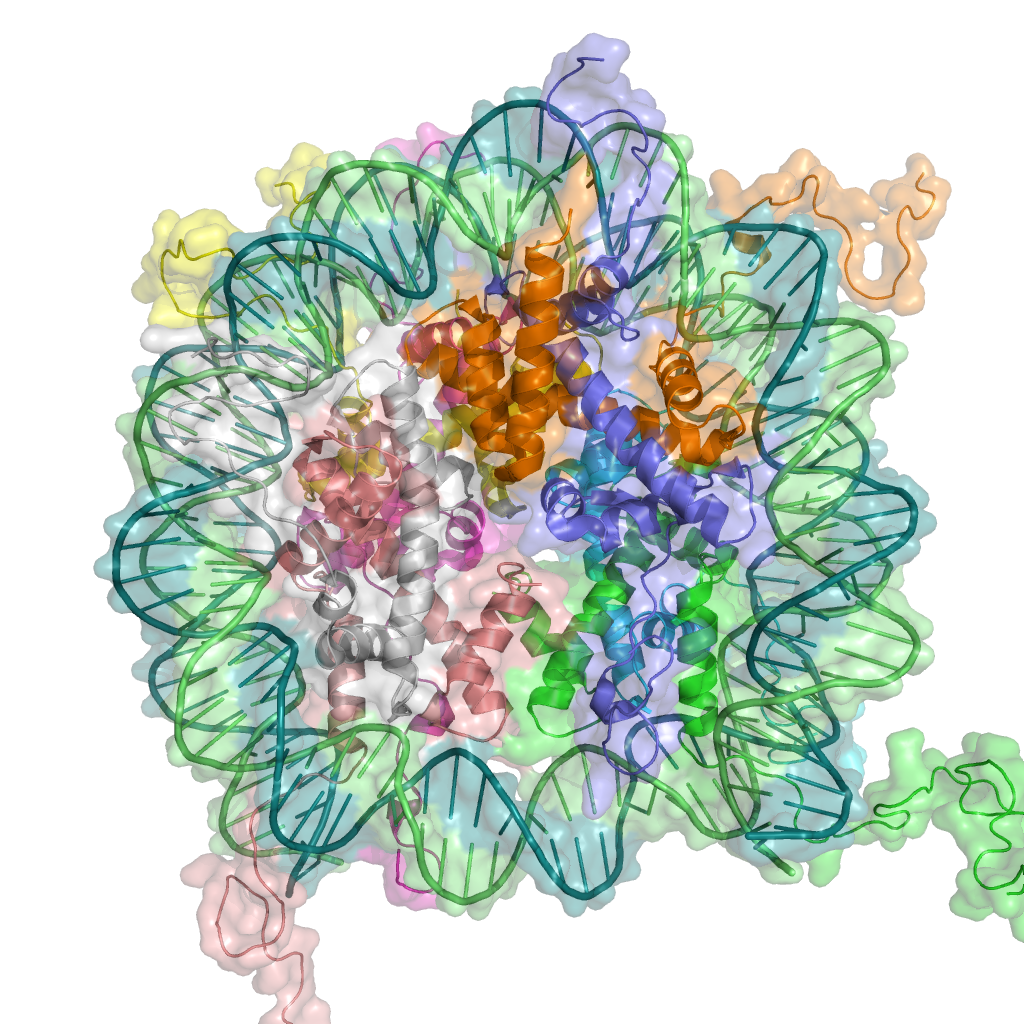
الجسيم النووي بنية رابعية للدنا، وهو عبارة عن دنا ملتف حول بروتين الهستون.

بنية الحمض النووي الرابعية (بالإنجليزية: Nucleic acid quaternary structure)‏ هي التآثرات بين جزيئي حمض نووي منفصلين، أو بين جزيئي حمض نووي وبروتين. المفهوم مماثل لبنية البروتين الرابعية، ولكن لكون التماثل غير مثالي، فإن المصطلح يُستخدم للإشارة إلى العديد من المفاهيم في الأحماض النووية واستخدامه غير شائع وتقل مصادفته.

## الدنا
يُستخدم مصطلح بنية الدنا الرابعية للإشارة إلى ارتباط الدنا بالهستونات لتشكيل الجسيمات النووية، وبعدها انتظامها في مستوى بنيوي أكبر هو ألياف الكروماتين. تؤثر البنية الرابعية للدنا بشدة على مدى قابلية الوصول إلى تسلسلات الدنا بواسطة آلية النسخ للتعبير عن الجينات. تتغير البنية الرابعية للدنا مع الزمن، حيث تتكثف مناطق منه أو تُكشف ليتم نسخ جيناتها. يستخدم المصطلح كذلك لوصف التجميع الهرمي للوحدات البنائية للحمض النووي الاصطناعي المستخدمة في تقنية الدنا النانوية.

## الرنا
مركبات الرنا المتماثلة غير شائعة تماما مقارنة بمركبات البروتين. أحد الأمثلة على مركبات الرنا المثنوية المتماثلة هو الريبوزيم VS الخاص بالعصيباء المبوغة والذي يحتوي على موقعين نشطين يتكونان من نوكليوتيدات من كلا الموحودين.
أفضل مثال على الرنا الذي يشكل بنى رابعية مع البروتينات هو الريبوسوم، ويتكون من العديد من جزيئات الرنا المدعومة ببروتينات ريبوسومية. توجد كذلك مركبات رنا-بروتين مماثلة في جسيم التضفير.